# Сантуш, Нуну (футболист, 1999)
Ну́ну Миге́л Вале́нте Са́нтуш (порт. Nuno Miguel Valente Santos; 2 марта 1999 года, Порту, Португалия) — португальский футболист, полузащитник клуба «Витория Гимарайнш».

## Клубная карьера

### Бенфика
Родившись в Порту, Сантуш был игроком молодежных составов двух главных команд своего города, «Боавишты» и «Порту», прежде чем присоединился к «Бенфике» в 2012 году.
Он дебютировал за резервную команду в LigaPro 8 августа 2017 года, когда сезон открылся выездным поражением со счетом 2:1 от «Оливейренсе», и забил свой первый гол 6 января следующего года в конце проигранной со счётом 3:1 игры против «Порту Б». В сезоне 2018/19 он забил семь голов, что стало лучшим результатом в его карьере (плюс пять в семи матчах в Юношеской лиге УЕФА), впоследствии продлив свой контракт до 2024 года.
К тому времени капитан «Бенфики Б», Сантуш был отдан в аренду клубу «Морейренсе» 29 января 2020 года. Он дебютировал в высшем дивизионе четыре дня спустя, выйдя в стартовом составе в выездном разгроме со счетом 5:1 против «Жил Висенте». Его первый гол на взрослом уровне был забит 11 июля в победном матче с «Б-САД».
Сантуш продолжал ходить по арендам в течение следующих двух сезонов, в «Боавишту» и «Пасуш де Феррейра». 19 ноября 2021 года, находясь в аренде, он вывел свою команду вперёд против своего родного клуба в четвёртом раунде Кубка Португалии по футболу, проиграв со счетом 4:1.

### Шарлотт
5 августа 2022 года Сантуш подписал двухлетний контракт с «Шарлотт». Он забил свой единственный гол в МЛС 17 сентября в гостевом поражении со счетом 3:2 от «Чикаго Файр», а также провел время с резервной командой «Краун Легаси».

### Витория Гимарайнш
Сантуш вернулся в Португалию в июле 2023 года, перейдя в команду высшего дивизиона «Витория Гимарайнш» с контрактом на четыре года.

## Карьера в сборной
Сантуш был частью сборной Португалии до 19 лет под руководством Элио Соузы, которая выиграла чемпионат Европы по футболу 2018 до 19 лет в Финляндии. Он трижды выходил на замену на турнире, в том числе один раз в дополнительное время в финале.
5 сентября 2019 года Сантуш впервые вышел на поле за сборную до 21 года, в домашнем матче против Гибралтара, в котором Португалия победила со счетом 4:0 в отборочных матчах чемпионата Европы по футболу среди молодёжных команд 2021.

## Достижения
«Бенфика»
- Campeonato Nacional de Juniores: 2017/18
- Финалист юношеской лиги УЕФА: 2016/17

Португалия
- Чемпионат Европы по футболу (до 19 лет): 2018

Личные
- Гол месяца в Чемпионате Португалии по футболу: 2024/25